# Beniamino Caso
Pour les articles homonymes, voir Caso (homonymie).
Beniamino Caso (né le 14 mai 1824 à San Gregorio Matese, mort le 13 octobre 1883 à Piedimonte Matese) est patriote et un homme politique italien.

## Biographie

### Les origines
Beniamino Caso nait dans le petit village de San Gregorio, l'actuelle San Gregorio Matese dans la province de Caserte.
Vers le milieu du XVIIe siècle, la famille s'enrichit par l'élevage et le commerce de ses produits dérivés. Pendant des générations, ses ancêtres profitent de la possibilité de mener leurs troupeaux pendant les mois d'hiver dans la Capitanate, un système de transhumance dirigée par la douane des moutons de Foggia.
Son père, Don Giovanni, habite près de la douane comme tous ses ancêtres et il a à peine plus de vingt ans quand il commence à gérer l'importante fortune familiale qui le conduit souvent sur le sentier royal. Au cours de ces voyages, Giovanni Caso rencontre et épouse à Baranello en Molise, Luisa Zurlo, née en 1793. Elle est la fille de Don Biase Zurlo, personnalité de haut rang dans les événements historiques du Molise, qui joue un rôle important dans l'innovation et l'amélioration de la région.
En 1799, Biase Zurlo est nommé visiteur économique du comté de Molise puis sous-intendant au district de Campobasso et en 1807 directeur des impôts directs de la Molise. Promu au grade de surintendant en 1810, il occupe ce poste prestigieux jusqu'en 1821. L'intérêt qui anime Biase Zurlo dans sa fonction publique est toujours en corrélation avec l'action que son jeune frère Giuseppe, un vrai personnage d'homme d'État du royaume, met en pratique dans les plus hautes sphères d'influence.
Giuseppe Zurlo, élève de Gaetano Filangieri, après avoir été juge au Tribunal du Vicariat à Naples, en 1798, est ministre des Finances des Bourbon. Avec l'interrègne français, il est nommé ministre de la Justice puis ministre de l'Intérieur, un poste qu'il occupe de 1809 jusqu'à la chute de Joachim Murat en 1815.
Giovanni Caso et Luisa Zurlo vont vivre dans la grande maison de San Gregorio. Entre 1816 et 1828, ils ont six enfants qui grandissent entre San Gregorio et Naples où la famille a une maison, partageant le mode de vie et les enseignements qu'ils reçoivent des Zurlo et leurs amis.
À 45 ans, en janvier 1829, Don Giovanni Caso meurt subitement à Naples. Après seulement 15 ans de mariage, il revient à Luisa Zurlo d'élever seul les enfants : Francesco, Beniamino et Federico étudient au Collège Royal de Maddaloni et Michele, le plus jeune, est au séminaire à Piedimonte. Quelques années plus tard, en 1835, le grand-père Biase Zurlo meurt à son tour alors que les enfants ont déjà pris leur parti et se sont liés d'amitié avec les intellectuels de l'époque opposés aux Bourbon et particulièrement Beniamino qui est attiré par la vie politique.

### Le patriote
Libéral sincère, dévoué à la cause de l'unité nationale, pendant les événements de 1848, lorsque le parlement napolitain est formé, Beniamino Caso est étudiant en médecine à Naples, en contact étroit avec son compatriote Gaetano Del Giudice, député au Parlement de Monteoliveto et, à cette époque, sa référence politique. Il a vraisemblablement été acteur des émeutes de 1848, prenant part à des rassemblements et aux barricades.
Depuis Naples, Caso est l'intermédiaire entre les représentants des Matese dans le Parlement et les amis restés à Piedimonte. Il communique les nouvelles sur les événements qui marquent les travaux de cette assemblée ainsi que les journaux d'opposition du royaume. Il est certainement au côté de Silvio Spaventa et Gaetano Del Giudice, qui à cette époque fondent, à Naples, le journal « Il Nazionale », qui se consacre aux idées du constitutionnalisme libéral et à la politique de l'unification nationale.
Caso abandonne ses études de médecine, il se consacre entièrement à l'activité politique, et devient maire de San Gregorio jusqu'en 1853 quand il est suspendu, peut-être pour raisons politiques. Au cours des années suivantes, son frère Michele exerce la fonction. Ce sont des années d'attente et de préparation : Agesilao Milano attente à la vie du roi Ferdinand, Carlo Pisacane débarque à Sapri. À Naples, sont actifs le Comité de l'Ordre, qui comprend la composante libérale la plus modérée proche de Cavour et celui de l'Action, orienté vers les idées mazziniennes.
Beniamino Caso qui, vivant dans un climat familial qui rappelle en tous les frères Zurlo et à d'eux lu et assimilé les idéaux et enseignements, est l'âme du sous-comité de l'Ordre et au printemps 1860, il rassemble autour de lui un groupe de libéraux matésiens. Le rôle joué par la franc-maçonnerie dans cette formation est importante car certains membres du Comité sont également membres de la seconde loge maçonnique piedimontese, celle de 1848 connue sous le nom de « Figli del Matese ».

### La légion du Matese
Quand, désormais, les nouvelles de l'approche de Garibaldi, et les signaux provenant de la cour de Naples suggèrent l'imminente la chute des Bourbon, Beniamino tisse un réseau dense de relations avec les libéraux des différents villages de Caserte, tout d'abord Salvatore Pizzi, leader du projet insurrectionnel Terra di Lavoro. Pour cela, il constitue un bataillon, la légion du Matese, financé en grande partie sur ses fonds.
Dans la légion, entre autres, on trouve le jeune peintre Gioacchino Toma, qui un an auparavant, a été exilé pour des raisons politiques dans le Matese, et qui était protégé par Beniamino, ce qui avait favorisé la vente de quelques tableaux.
En août 1860 Beniamino va à Naples et reçoit du marquis Villamarina, l'ambassadeur des Savoie à Naples, les armes et le drapeau de la légion du Matese, qui sont immédiatement transportés à Piedimonte.
À la suite de l'échange de messages avec d'autres forces insurrectionnels, la légion marche sur Bénévent, tout juste sortie de la domination pontificale. De là, elle se rend à Ariano Irpino, puis participe à la bataille du Volturno aux côtés des forces de Garibaldi.
En septembre 1860, il est membre du gouvernement provisoire du district de Piedimonte, puis après l'unification de l'Italie, il reste en dehors des premiers postes gouvernementaux. Son ancien mentor, Gaetano Del Giudice, est nommé gouverneur de Capitanate et le frère de celui-ci, Achille Del Giudice, devient Major de la Garde nationale du district de Piedimonte.

### Député à Turin
Pour tout ceci, Beniamino Caso est apprécié par le peuple surtout dans les campagnes, où il obtient le surnom de « amico del popolo » et aux élections à la chambre des députés, le premier du royaume d'Italie, il est élu en même temps dans le collège de Caserta et de Piedimonte.
Il opte pour le collège de Caserte, mais ce sera une erreur, il fait ce choix pour faire place à son ami Gaetano Del Giudice, deuxième élu à Piedimonte. Del Giudice est donc nommé député. Il occupe le siège pendant trois législatures consécutives, jusqu'en 1870, puis le laisse à son frère Achille.
Pour Caso, c'est plutôt une succession de déceptions : il se présente en 1867 et en 1876, mais il est systématiquement battu par les frères Del Giudice.
Au cours de son unique mandat parlementaire, dans la salle turinoise du Palazzo Carignano, Caso siège dans l'une des parties centrales de la Chambre, en haut, dans le grand groupe des « ministeriali », le groupe pro-gouvernemental qui détient la majorité absolue. Ses voisins de banc sont les députés Leonetti et Tari.
Presque en face, au bas, dans la première section des bancs de gauche, il y a Gaetano Del Giudice, qui fait partie du petit groupe des progressistes, et qui siège entre Ferdinando Petruccelli della Gattina, Francesco Domenico Guerrazzi et le futur Premier ministre Francesco Crispi.
À Turin, Caso  est activement impliqué dans les travaux parlementaires. Il vote pour Garibaldi contre Cavour dans le débat national sur l'armement. On dit de lui : « La modération et le calme qui forment la caractéristique de l'honorable Caso ne lui interdit pas des pointes de ferveur, lorsque la santé publique exige des mesures fortes, et même extrême. ». Il présente une proposition de loi pour suspendre la création de la province de Bénévent qui est formée de territoires soustraites à celles de Caserte.
Au cours de son temps libre, il cultive sa passion pour la botanique et en raison de ses origines montagnardes, il est attiré par les sommets alpins. Le 23 octobre 1863, il est à Castello del Valentino dans le turinois où Quintino Sella a réuni 36 passionnés alpins, ainsi nait le club alpin italien dans lequel il exerce la fonction de vice-président.
C'est un altruiste, qui se soucie des intérêts des autres avant sa fortune. En 1862, à Turin, il sollicite le Premier ministre Urbano Rattazzi pour une intervention en faveur de Salvatore Pizzi, chef de file des activistes des événements unitaires de 1860 dans la province de Caserte et premier gouverneur de celle-ci, qui est resté en marge de la vie politique et dans une situation économique difficile.
Lors des élections de 1865, Caso est sévèrement battu par Gaetano Del Giudice. C'est le temps de l'isolement et de la déception.

### Le botaniste et alpiniste
Ainsi Beniamino Caso, le « gentilhomme au visage ouvert », comme le décrit Gioacchino Toma dans ses mémoires, revient à San Gregorio, où il se consacre à la réalisation d'un grand jardin botanique dédié à sa mère, Luisa Zurlo, décédée en 1858. Dans la Villa Luisa, il installe des arbres, des plantes médicinales, des arbustes et l'enrichit de vasques, fontaines, d'allées et d'un petit château en ruine s'inspirant des jardins romantiques, le tout réalisé dans une rare harmonie.
Dans la solitude dans laquelle la politique l'a contraint, Caso associe la passion de la montagne à l'intérêt botanique, visitant les lieux les plus inaccessibles du Matese, où il identifie la Nemianthus trifoliolée qui fleurit en janvier.
Mais son fort tempérament l'éloigne de la paresse. À Naples, en 1871, il est l'un des fondateurs de la branche locale du club alpin italien, auprès duquel il rend hommage au professeur de botanique Vincenzo Cesati, qui était sur les barricades lors des évènements des cinq journées de Milan. Dans la revue Il Matese de Piedimonte, il partage sa passion pour les montagnes décrivant « Une randonnée d'hiver au mont Miletto » réalisée le 26 janvier 1882. Il est aussi un ferme partisan du retour à la nature.
Il fonde et est président du Comice agraire du district de Piedimonte, supervisant la publication du bulletin d'information agraire, l'Alifanodes. Il n'oublie pas ses liens familiaux étroits avec le Capitanate, il réalise une étude sur l'agriculture des Pouilles qui lui vaut la Croix de l'Ordre de la Couronne d'Italie.
En souvenir des années de randonnées au cours des années turinoise, Caso réalise un ouvrage sur la flore alpine au col de l'Assietta en 1881, le club alpin de Suse publie ses travaux, La flora segusina di Giovanni Francesco Re, traduction d'une étude française de 1805 suivie d'une nouvelle méthode de classification, l'augmentation de la catégorisation des plantes en se concentrant sur leur valeur thérapeutique.
Son engagement pour les pauvres gens qui à cette époque donne lieu à un exode dramatique  vers les Amériques le conduit à être l'un des partisans de la Société ouvrière mutuelle d'aide de Piedimonte, qui vise à lutter contre l'état de pauvreté de la population. Une telle sensibilité rappelle l'attention de Giuseppe Zurlo à la pauvreté et à l'enfance abandonnée.
Il est significatif de constater qu'avec la mise en vente des biens de l'Église, Caso n'apparaît jamais dans la longue liste des personnes locales dans les ventes aux enchères qui donnera naissance à une nouvelle classe de propriétaires terriens.
C'est seulement en 1875 qu'il revient à la politique quand il est élu conseiller provincial, non pas par ses concitoyens mais par les électeurs de la circonscription de Capriati a Volturno, qui avaient peut-être un meilleur souvenir de ce que Caso avait fait pour la région.
La même année, appliquant ses études sur la nature sur le plan pratique, il fonde l'Observatoire météorologique du Mont Muto. C'est la première structure implantée dans les Apennins méridionaux. Encore une fois, il intervient financièrement pour la réalisation de l'observatoire, dont les relevés sur les précipitations, les vents et les températures ont fourni jusqu'à 1940 une aide précieuse à l'amélioration de l'agriculture locale.
À l'âge de 59 ans, après dix heures d'agonie à la suite d'un accident vasculaire cérébral, Caso meurt à son domicile de Piedimonte, le 13 octobre 1883.
Les oraisons funèbres sont faites par les députés Pietro Rosano et Filippo Teti, qui soulignent son engagement en tant que patriote dans les événements des années 1860 avec la constitution de la Légion du Matese, associant son nom à celui de Salvatore Pizzi, son ami et compagnon dans son action pour l'unité de l'Italie.

## Revalorisation de son œuvre
La reconnaissance de l’œuvre de Caso pour le dévouement à la terre natale et à la patrie intervient plus tard. La première commémoration a lieu trois ans après sa mort, quand, à la suggestion de Scorciarini Angelo Coppola, une plaque commémorative est apposée dans le couvent de San Maria Occorrevole, sur laquelle il est rappelé la personnalité de l'homme « qui par la ténacité d'honnêtes intentions - pour l'amour du bien et du droit - par vertu privée et civile, sans arrogance brille ».
Les hommes de la montagne furent diligent à rappeler le randonneur passionné et déjà, en août 1898, au sommet du mont Miletto, la section napolitaine du club alpin italien ouvre le refuge Beniamino Caso en présence de nombreux membres provenant de divers sections du centre Sud.
Vingt-cinq ans après sa mort, en 1909, la ville de Piedimonte, dont le maire est le petit-fils Vincenzo Caso, appose une plaque sur la façade du palais Caso qui se trouve sur la place centrale du village. Il s'agit d'une reconnaissance tardive du rôle que joua Beniamino dans la création de la Légion du Matese et une reconnaissance de son haut rôle moral:
"Beniamino Caso
ardente propugnatore di libertà
formata qui nel XXV agosto MDCCCLX
la Legione del Matese
non ristette ma più animoso operò
fiso lo sguardo a la Patria ideale
libera unita forte temuta
a lui che con pochi ma eletti seguaci
preparò sostenne l’azione concorde
che pago del fine raggiunto
nulla chiese per sé tutto diè ad altri
esempio mirabile di virtù”.